# Jalobeek
Jalobeek  (Zweeds – Fins: Jalooja) is een beek, die stroomt in de Zweedse  gemeente Pajala. De beek ontvangt haar water op de zuidelijke hellingen van de Ristiberg en stroomt naar het zuidoosten door de Jalovallei (Jalovuoma). De beek is circa 10 kilometer lang.
Afwatering: Jalobeek → Muonio → Tornerivier → Botnische Golf